# Mike Wells (homme d'affaires)
Pour les articles homonymes, voir Mike Wells et Wells.
Michael Andrew Wells, né le 9 avril 1960, est un dirigeant d’entreprise américain, directeur général du groupe d’assurance britannique Prudential plc depuis le 1er juin 2015.

## Biographie
Mike Wells est diplômé d’un bachelor en sciences de l’université d'État de San Diego.

## Carrière
Il commence sa carrière durant dix ans dans diverses entreprises du secteur financier parmi lesquelles Wood Logan, Smith Barney, McGinness & Associates and Dean Witter.
Wells intègre alors le groupe Prudential en 1995 en tant que président de sa filiale américaine Jackson National Life Distributors (en). Il occupe plusieurs fonctions managériales au sein de Jackson National Life jusqu’à en être nommé directeur général en janvier 2011. Il rejoint alors le comité exécutif de Prudential.
Le 1er juin 2015, Wells prend la suite de Tidjane Thiam à la tête de Prudential pour une rémunération de 7,5 millions de livres.

## Vie privée
Mike Wells est né au Canada mais de nationalité américaine. Il est marié et a deux fils.